# Mascaret

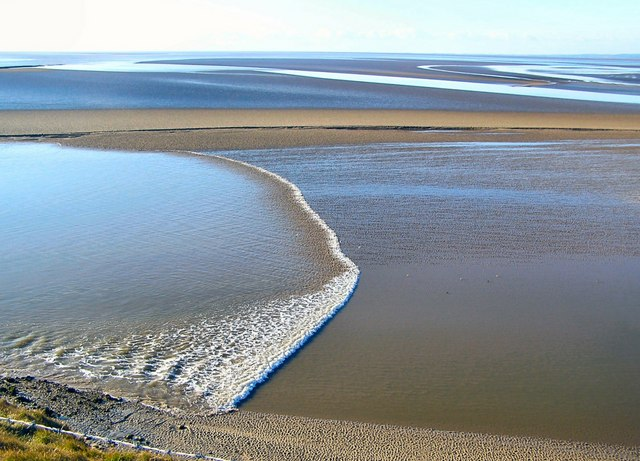
Mascaret urcând în estuarul râului Kent din Anglia

Mascaret este denumirea dată unui fenomen care se produce în estuarele unor fluvii și care constă dintr-o serie de valuri de maree ce urcă cu viteză și zgomot pe cursul unui fluviu. În unele cazuri, valurile de maree au înălțimi până la 9 m și se deplasează cu o viteză de 16 km/h.

## Elemente necesare pentru formarea unui mascaret
Pentru formarea unui mascaret este necesară existența cumulativă a unor condiții speciale:

### Pentru maree
Mascaretul se produce la maree joasă. Mareea trebuie să aibă o amplitudine mare, cu un coeficient de maree mai mare de 100. Mareea înaltă lunisolară, denumită și maree de sizigii, se produce la Lună nouă și la Lună plină. Tot amplitudine mare are mareea de echinocțiu, la 21 martie și 21 septembrie.

### Pentru fluviu
Fluviul trebuie să aibă un debit mare și o adâncime mică. Această ultimă condiție permite formarea mascaretului din aprilie până în noiembrie, cu un maxim de la mijlocul lunii august până la mijlocul lunii septembrie.

### Pentru estuar
Estuarul trebuie să fie în formă de pâlnie, suficient de larg și puțin adânc (între 2 și 4 metri). Această formă a estuarului produce creșterea înălțimii valului pe măsură ce mascaretul înaintează în amonte.
Efectul maxim al fenomenului se produce la conjuncția Soare-Lună-Terra. Fenomenul  poate fi accentuat și de alți factori, mai puțin importanți, ca viteza vântului sau presiunea atmosferică.
În estuarul Gironde, format de râurile Dordogne și Garonne, valul mascaret poate atinge înălțimea de 2 m și viteza de 15 – 30 km/h, ceea ce le permite practicanților de surfing să se mențină pe val până la 10 minute.

## Denumiri locale
Fenomenul este denumit „mascaret” pe Sena, „pororoca“ sau „amazunu“ pe Amazon și „bore“ pe Gange.